# Campohermoso
Campohermoso – miasto w Kolumbii, w departamencie Boyacá.